# Богомолов, Дмитрий Васильевич (почвовед)
 Богомолов Дмитрий Васильевич  (5 марта 1909 года, г. Краснодар — 28 января 1961 года, г. Уфа, БАССР) — советский учёный, агроном
 и почвовед.
Под его руководством в БАССР были проведены крупномасштабные почвенные обследования почв республики, составлена карта почв.

## Биография
Богомолов Дмитрий Васильевич родился 5 марта 1909 года в Краснодаре. В 1930 году окончил Кубанский сельскохозяйственный институт.
Место работы: Краснодарский институт табаководства, Муганская опытно-солончаковая станция в Азербайджане, Закавказский институт водного хозяйства — c 1928 по 1932 год.
С 1932 года в составе Башкирской экспедиции АН СССР изучал почвы Башкирии.
Затем работал заведующим почвенным отделением Почвенно-ботанического бюро в Уфе.
Под его руководстством ы 1934—1940 годах в Башкирии впервые провели комплексное изучение почв и в 1941 году составлена первая сводная почвенная карта Башкирии (в масштабе 1:2000 и 1:500). Результаты изучения почв были обобщены им в монографии «Почвы Башкирской АССР» . Совместно с М. М. Туровцевым Богомолов Д. В. в 1941 г. составил и первую почвенную карту всей территории республики в масштабе 1:500000. В 1954 году Д. В. Богомоловым была составлена первая генетическая классификация почв Башкортостана.
Область научных интересов Богомолова Д. В. — происхождения, развития почв и формирования почвенного покрова. Башкирии; борьба с эрозией почв и системы полезащитных лесных насаждений, вопросы известкования кислых почв.

## Награды
Ордена Трудового Красного Знамени и Знак Почета

## Сочинения
- Почвенная карта Башкирской АССР. М 1:600 000. М., 1941;
- Богомолов Д. В. «Почвы Башкирской АССР» . М., 1954.
- Богомолов Д. В. Почвы Башкирии. В 2 т. Уфа, 1975